# Martiša Ves
Matiša Ves falu Horvátországban Krapina-Zagorje megyében. Közigazgatásilag Pregradához tartozik.

## Fekvése
Krapinától 14 km-re, községközpontjától 5 km-re nyugatra a Horvát Zagorje északnyugati részén fekszik.

## Története
A településnek 1857-ben 133, 1910-ben 111 lakosa volt. Trianonig Varasd vármegye Pregradai járásához tartozott. A településnek 2001-ben 19 lakosa volt.

## Külső hivatkozások
- Pregrada hivatalos oldala
- A város információs portálja